# Balei, Vidin
Balei (în bulgară Балей, în română Bălii) este un sat în comuna Bregovo, regiunea Vidin, Bulgaria. Localitatea a fost locuită compact de românii din Timocul bulgăresc.

## Demografie
Componența etnică a satului Balei
     Bulgari (93,63%)
     Nicio identificare (4,07%)
     Altele (2,29%)
La recensământul din 2011, populația satului Balei era de 393 locuitori. Din punct de vedere etnic, majoritatea locuitorilor (93,63%) erau bulgari. Pentru 4,07% din locuitori nu este cunoscută apartenența etnică.